# السوالم (امنيع)
السوالم هي إحدى مشيخات المملكة المغربية، تتبع جغرافيا لإقليم سطات وإداريًا لامنيع. يقدر عدد سكانها بـ 4990 نسمة حسب الإحصاء الرسمي للسكان والسكنى لسنة 2004.